# Álvaro de Lencastre, 3.º Duque de Aveiro
D. Álvaro de Lencastre (1540-1626) era filho de D. Afonso de Lencastre, segundo filho do infante D. Jorge de Lencastre, 2.º Duque de Coimbra.
Quando o seu tio D. Jorge de Lencastre, 2.º Duque de Aveiro morreu, em 1578 na Batalha de Alcácer Quibir, juntamente com o rei D. Sebastião e grande parte da nobreza portuguesa, o Ducado de Aveiro foi reclamado por dois pretendentes:
- Juliana de Lencastre (1560-1636), filha do falecido duque;
- Álvaro de Lencastre (1540-1626), o seu mais próximo familiar masculino.

De acordo com a Lei Mental , as herdeiras femininas não podiam herdar as terras e títulos de seus pais (excepto com dispensa prevista na mercê de concessão do título ou com autorização real). Foi por isso que D. Álvaro de Lencastre reclamou a herança de seu primo, tentando impedir a extinção da varonia desta Casa aristocrática.
Esta disputa demorou cerca de duas décadas e, finalmente, o rei Filipe I de Portugal (Filipe II de Espanha) decidiu que D. Álvaro casaria com sua prima, D. Juliana, para que herdassem o património familiar, tornando-se, em conjunto, os terceiros Duques de Aveiro.
O casamento ocorreu em 1598 e, por essa ocasião, o rei concedeu aos duques outras honras especiais:
- Duque de Aveiro tornou-se um título de juro e herdade (hereditário e perpétuo);
- em 1606 foi concedido a esta Casa o tratamento oficial de Excelência, que fora atribuído à Casa de Bragança em 1579.
- finalmente, em 1619, o novo título de Duque de Torres Novas foi atribuído ao herdeiro do Duque de Aveiro, em vida de seu pai;

Anexo ao Palácio ducal, localizado em Azeitão, fora construído um hospital. Foi também dispensada grande protecção ao Convento da Arrábida, que fora fundado pelo 1.º Duque, D. João de Lencastre, onde D. Álvaro e D. Juliana foram sepultados.
O casal teve dezasseis filhos:
- Jorge de Lencastre, Duque de Torres Novas (1594-1632), morreu antes de sua mãe, pelo que nunca herdou o ducado de Aveiro, que passou para o seu primogénito;
- Afonso de Lencastre (1597- ? ), Marquês de Porto Seguro, Marquês de Sardoal e 1.º Duque de Abrantes (os dois últimos são títulos espanhóis);
- Madalena de Lencastre (1599- ? ), casou com Dinis de Faro, 3.º Conde de Faro;
- Maria de Lencastre (1602- ? ), casou com Manrique Silva, 1.º Marquês de Gouveia;
- Violante de Lencastre (1604- ? ), casou com Lourenço Pires de Castro, 3.º Conde de Basto;
- Pedro de Lencastre (1608-1673), Arcebispo de Évora, que mais tarde tornou-se no 5.º Duque de Aveiro, após a morte do seu sobrinho;
- Luís de Lencastre (1609-1673), casou com Teresa Maria Saavedra, 4.ª Marquesa de Malagón (em Espanha);
- 2 filhos foram padres;
- 4 filhas foram freiras;
- 3 crianças morreram jovens.